# Себастиано Вениер
Себастиано Вениер (на италиански: Sebastiano Venier) е 86–ти венециански дож от 1577 до смъртта си през 1578 г.

## Биография
Себастиано Вениер произхожда от патрицианския род Вениер. Той е син на Моизè Вениер (по-малкия син на херцогинята на Парос Фиоренца Сомарипа) и на Елена Дона. Племенник е на Николо Вениер, владетел на остров Парос, и е братовчед на Сесилия Вениер-Бафо, станала известна като Нурбану Султан след като е отвлечена от османците и отведена в харема на султан Селим II.
Макар и да няма диплома, Себастиано Вениер работи в младостта си като адвокат, по-късно заема значими административни длъжности в правителството на Венеция и е назначен за управител на Крит.
През 1570 г. е назначен за адмирал на флота и е изпратен да воюва с османците. През следващата 1571 година става герой в битката при Лепанто. Макар и вече 75-годишен по това време, Вениер участва в битката наравно с адмирал Агостино Барбариго и убива голям брой неприятели с арбалета си. Ранен е в крака от стрела, която сам изважда от раната.
След подписването на мирния договор с турците Вениер се завръща във Венеция и през 1577 г., 81-годишен, е избран за дож. Умира на следващата 1578 година, според някои слухове от мъка заради големия пожар, сериозно повредил Двореца на дожите.

## Семейство
Себастиано Вениер се жени за Цецилия Контарини, от която има дъщеря Елена и двама сина.